# Vince Rocco
Vincent „Vince“ Rocco (* 26. Juni 1987 in Woodbridge, Ontario) ist ein ehemaliger italo-kanadischer Eishockeyspieler, der im Verlauf seiner aktiven Karriere unter anderem für den HC Alleghe in der italienischen Serie A1 gespielt hat.

## Karriere
Vince Rocco begann seine Karriere als Eishockeyspieler bei den Vaughan Vipers, für die er von 2003 bis 2005 in der Ontario Junior Hockey League aktiv war. Anschließend besuchte er vier Jahre lang die Niagara University, für deren Eishockeymannschaft er parallel in der College Hockey America spielte. Mit seiner Mannschaft gewann er 2008 die CHA-Meisterschaft. Er selbst wurde in das erste All-Star Team der CHA gewählt. Ein Jahr später folgte die Wahl in das zweite All-Star Team der College-Conference. Gegen Ende der Saison 2008/09 gab der Flügelspieler sein Debüt im professionellen Eishockey für die Reading Royals aus der ECHL, für die er in neun Spielen vier Tore und fünf Vorlagen erzielte. Zur Saison 2009/10 wurde er vom HC Alleghe verpflichtet, für den er vier Spielzeiten in der italienischen Serie A1 spielte. Anschließend wechselte er in die HockeyAllsvenskan, die zweite schwedische Liga, zu IF Troja-Ljungby. Nach einer Saison in Schweden beendete er seine aktive Karriere.

### International
Für Italien nahm Rocco erstmals an der A-Weltmeisterschaft 2012 teil, konnte den Abstieg in die Division I aber nicht verhindern. Im Folgejahr gelang den Italiern jedoch der sofortige Wiederaufstieg, zu dem Rocco mit zwei Toren, dem 3:1 beim 5:1-Erfolg gegen den späteren Absteiger Großbritannien und dem 1:0-Führungstreffer beim für den Aufstieg entscheidenden 2:1-Sieg gegen Gastgeber Ungarn, beitrug. Zudem nahm er an der Olympiaqualifikation für die Spiele in Sotschi 2014 teil, doch auch seine drei Tore konnten das Ausscheiden der Italiener nicht verhindern.

## Erfolge und Auszeichnungen
- 2008 CHA-Meisterschaft mit der Niagara University
- 2008 CHA First All-Star Team
- 2009 CHA Second All-Star Team
- 2013 Aufstieg in die Top-Division bei der Weltmeisterschaft der Division I, Gruppe A